# Benjamin Seifert
Benjamin Seifert (9 gennaio 1982) è un ex fondista tedesco.

## Biografia
In Coppa del Mondo ha esordito il 26 ottobre 2002 a Düsseldorf (51°) e ha ottenuto l'unico podio il 17 dicembre 2006 a La Clusaz (3°). Non ha partecipato né a rassegne olimpiche né iridate.

## Palmarès

### Coppa del Mondo
- Miglior piazzamento in classifica generale: 76º nel 2007
- 1 podio (a squadre):
  - 1 terzo posto